# Wikipédia en angika
Wikipédia en angika (en angika : विकिपीडिया) est l'édition de Wikipédia en angika, langue biharie du groupe des langues indiques orientales (en) parlée principalement dans les États du Bihar et du Jharkhand en Inde et au Népal. L'édition est lancée le 22 mars 2023,,,. Son code est : anp.
Au 21 mars 2025, l'édition en angika contient 1 643 articles et compte 2 701 contributeurs, dont 16 contributeurs actifs et 2 administrateurs.

## Présentation

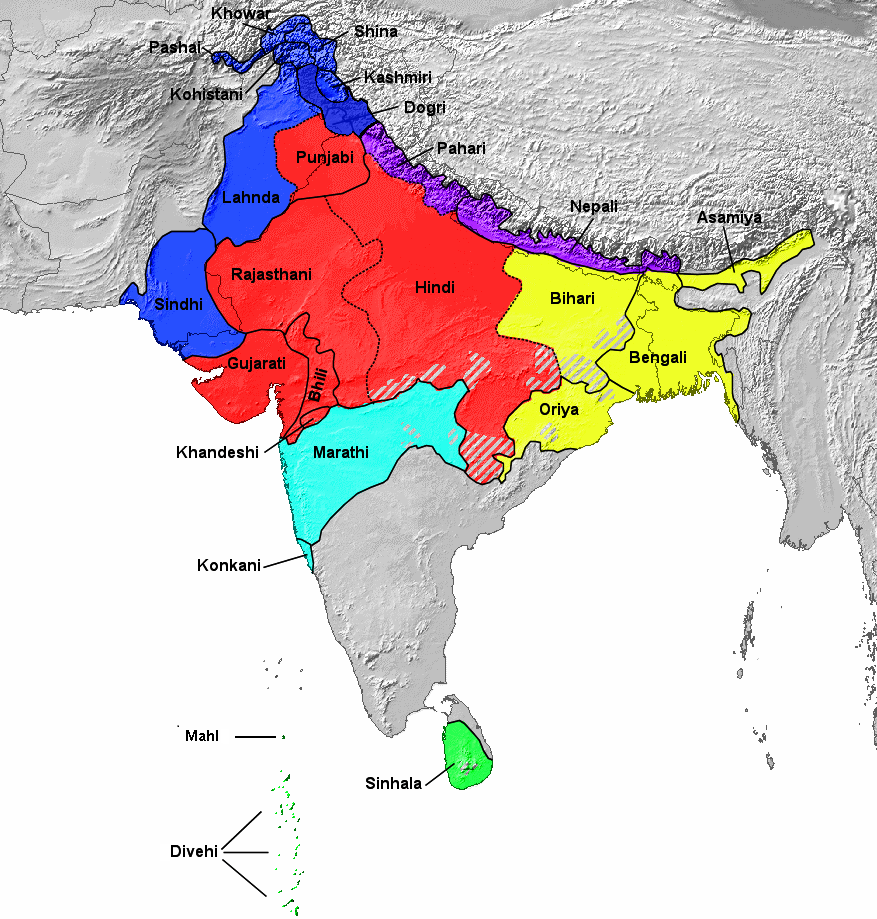
L'angika appartient au sous-groupe des langues indiques orientales (en) (indiqué en jaune sur la carte) du groupe des langues indo-aryennes.
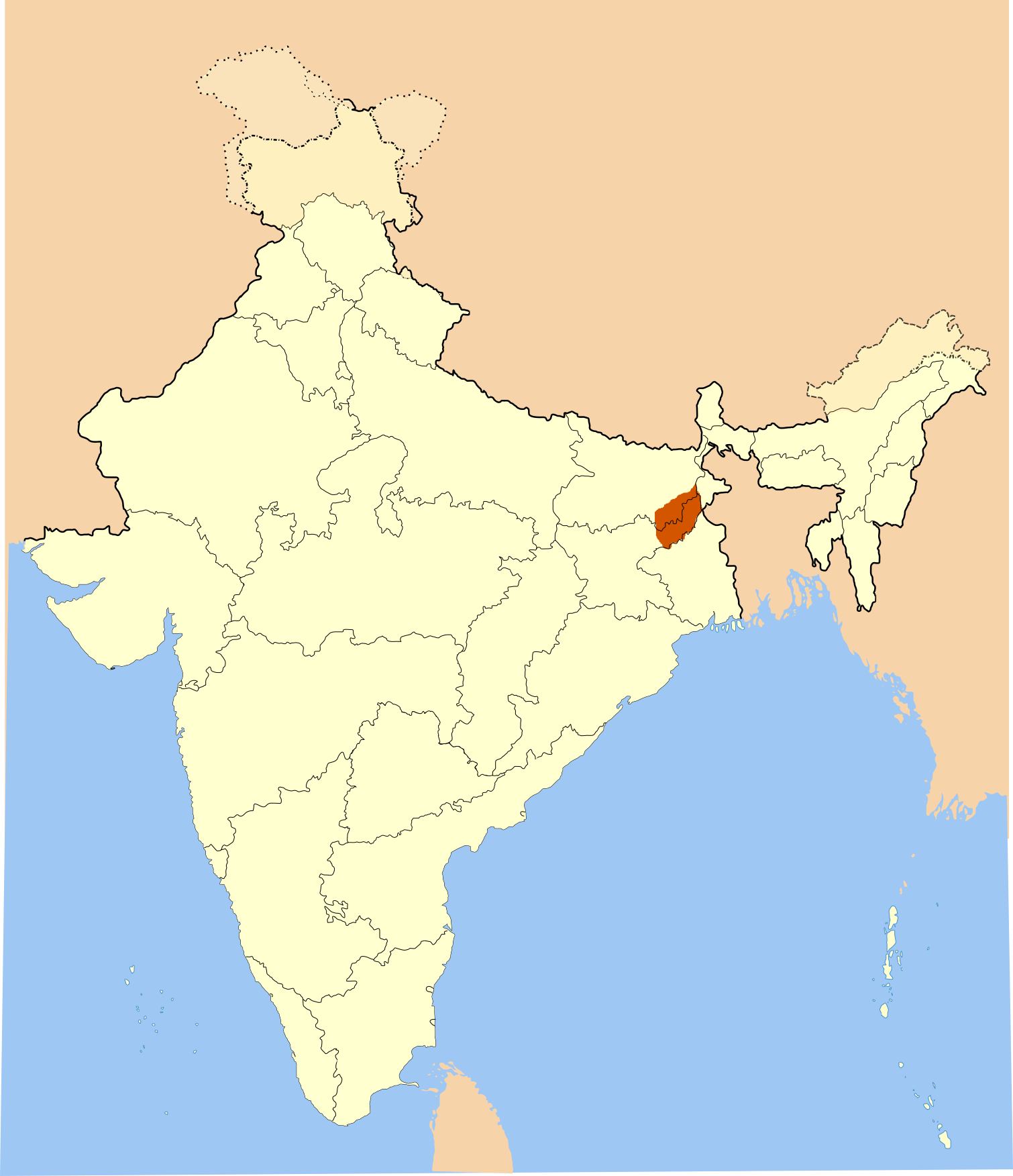
Aire de diffusion de l'angika.

## Statistiques
- Le 16 octobre 2024, l'édition en angika contient 1 643 articles et compte 2 250 contributeurs, dont 14 contributeurs actifs et 2 administrateurs.